# Kunyonga – Mord in Afrika
Kunyonga – Mord in Afrika ist ein Abenteuerfilm mit Ron Williams, Werner Kreindl und Paul Breitner. Kinostart in Deutschland war am 2. Januar 1987. Der Film war kein kommerzieller Erfolg. Die Videoveröffentlichung trug den Titel Black Buster – Flucht aus Afrika.

## Handlung
Alwin, der Sohn des Industriellen Thorwald wird in Afrika entführt. Thorwald und Bäsgen suchen einen abenteuerlustigen Draufgänger, der Alwin befreit. Die Wahl fällt auf den Reporter Bob Robert. Robert ist gerade von seiner Zeitung entlassen worden und willigt in das Angebot ein. Mit seinem Kumpel Red, einem Veteranen aus dem Vietnamkrieg, gelingt es ihm in Afrika Alwin zu befreien. Es stellt sich heraus, dass hinter der Entführung Thorwalds Schwiegersohn Tim steckt. Doch die Befreiung Alwins und die Aufdeckung des Komplotts machen Bob und Red nicht zu reichen Männern, nach der Lösung des Falls geht die Thorwald-Gruppe bankrott.

## Weiteres
Die Szenen in Deutschland wurden in München gedreht. Die Redaktion der Zeitung ist im HVB-Tower untergebracht.

## Kritik
„Ein farbiger amerikanischer Reporter und Vietnam-Veteran klärt die Hintergründe und rettet den jungen Mann mit Wagemut und mehr oder minder flotten Sprüchen. Im Stil tempoloser Fernsehkrimis inszenierter Abenteuerfilm mit wenig originellen Gags und müden Actionszenen; weder spannend noch unterhaltsam.“